# Біологія і хімія в рідній школі
«Біологія і хімія в рідній школі» — український науково-методичний журнал для вчителів біології, екології, хімії, методистів, науковців, аспірантів. студентів природн. факультетів

## Історія та зміст
Заснований у 1995 році МОН України та НАПНУ, видало видавництво «Педагогічна преса». Виходив 6 разів на рік (раз на 2 місяці). Видання припинено у 2022 році.
До 2012 року мав назву — «Біологія і хімія в школі», до 2014 — «Біологія і хімія в сучасній школі».
Містив статті з проблем сучасної дидактики, новітніх педагогічних технологій хімічної та біологічної науки, розробки уроків хімії та біології, дидактичні матеріали, біографії вчених, матеріали обговорення програмних документів з розвитку школи тощо.
Рубрики: «Наука — вчителеві», «Зміст, форми й методи навчання», «Екологічний зошит», «Готуємось до олімпіад», «Дивосвіт природи», «З історії науки», «Цікаво про відоме», «Офіційні матеріали», «До обговорення», «Книжка в журналі».
Головний редактор — Величко Л. (з 1995 року).